# Adorján (Szerbia)
Adorján (szerbül: Адорјан / Adorjan) település Szerbiában, a Vajdaságban, az Észak-bánsági körzetben, Magyarkanizsa községben.

## Fekvése
Magyarkanizsa és Zenta közt, a Tisza jobb partján, a Körös-ér torkolatától délre fekszik.

## Története
Adorján Árpád-kori település. Nevét 1271-ben említette először oklevél Adryanként.
Adorján az egykori Bodrog vármegye legismertebb Tisza-parti települése volt.
Két részből állt, mely részeket a 15. század elejétől Alsó- és Felső- névvel különböztették meg egymástól. Felsőadorján, melyben az 1299-ben romokban heverő Szent Márton monostor és Szent György búcsújáró templom állt, a Haraszt nemzetség birtoka volt, mely a nemzetség tagjai között cserélt gazdát. Laki Sebestyén fiai Miklós és Jakab adták át itteni birtokrészüket Tárnoki Ambrus fiának Sándornak és Bernát fia Lőrincnek.
1331-ben a birtokot, mint az örökös nélkül elhalt Lesták birtokát Károly Róbert király odaadta Magyar Pál gimesi várnagynak. 
1920 augusztusában szerb csapatok a falut elpusztították, számos magyar esett áldozatul a civilek ellen elkövetett támadásnak.
1944. október 31-én a faluba bevonuló szerb partizánok a magyarellenes terror részeként 52 férfit lőttek a Tiszába.

## Népesség

### Demográfiai változások
| 1948 | 1953 | 1961 | 1971 | 1981 | 1991 | 2002 |
| ---- | ---- | ---- | ---- | ---- | ---- | ---- |
| 1542 | 1504 | 1335 | 1236 | 1203 | 1158 | 1128 |